# Marcin Horała
Marcin Michał Horała (ur. 2 października 1981 w Gdańsku) – polski polityk, prawnik, politolog i samorządowiec, poseł na Sejm VIII, IX i X kadencji. Od 2019 do 2023 pełnomocnik rządu ds. Centralnego Portu Komunikacyjnego dla RP, w latach 2019–2022 sekretarz stanu w Ministerstwie Infrastruktury, w latach 2022–2023 sekretarz stanu w Ministerstwie Funduszy i Polityki Regionalnej.

## Życiorys
Absolwent III Liceum Ogólnokształcącego w Gdyni oraz prawa i politologii na Uniwersytecie Gdańskim. Po studiach podjął pracę w jednym z gdyńskich przedsiębiorstw gospodarki morskiej. Działacz stowarzyszenia KoLiber oraz Stowarzyszenia Przyjaciół Cisowej, był także wiceprezesem Powiernictwa Polskiego.
W 2002 bezskutecznie kandydował do Rady Miasta Gdyni z KWW Naprzód Gdynio! – Lista Prawicowa. Był członkiem Unii Polityki Realnej, w wyborach do Parlamentu Europejskiego w 2004 kandydował bez powodzenia z listy UPR. W tym samym roku przeszedł do Prawa i Sprawiedliwości. Był radnym dzielnicy Chylonia. W wyborach w 2006, 2010 i 2014 wybierany na radnego Gdyni. W 2014 jednocześnie bez powodzenia ubiegał się o miejską prezydenturę.
W wyborach parlamentarnych w 2011 kandydował bezskutecznie na posła z listy PiS. W wyborach w 2015 wystartował ponownie do Sejmu w okręgu gdyńskim. Uzyskał mandat posła VIII kadencji, otrzymując 10 546 głosów. 20 lipca 2018 został przewodniczącym komisji śledczej ds. wyłudzeń VAT. W 2018 ponownie kandydował na prezydenta Gdyni, uzyskując 16,9% głosów.
W wyborach w 2019 z powodzeniem ubiegał się o poselską reelekcję, otrzymując 86 079 głosów. W IX kadencji zasiadł w Komisji Gospodarki Morskiej i Żeglugi Śródlądowej, Komisji Sprawiedliwości i Praw Człowieka oraz Komisji Ustawodawczej.
W listopadzie 2019 został powołany na stanowiska sekretarza stanu w Ministerstwie Infrastruktury i pełnomocnika rządu ds. CPK dla RP. W kwietniu 2022 dodatkowo powołany na funkcję sekretarza stanu w Ministerstwie Funduszy i Polityki Regionalnej. W lipcu tegoż roku odszedł z Ministerstwa Infrastruktury, zajmowane przez niego stanowisko pełnomocnika rządu ds. CPK dla RP przeniesiono do drugiego z resortów. W wyborach w 2023 po raz trzeci z rzędu został wybrany do Sejmu, zdobywając 47 974 głosy. W grudniu tego samego roku zakończył pełnienie funkcji w administracji rządowej. W 2024 bezskutecznie kandydował w kolejnych wyborach europejskich. W czerwcu tego samego roku wraz z należącą do Lewicy Razem posłanką Pauliną Matysiak zapowiedział projekt „Tak dla Rozwoju” (mający zajmować się m.in. tematyką CPK).

## Życie prywatne
Jest żonaty z Beatą, ma trzy córki: Agatę, Agnieszkę oraz Martę.